# Pierre-Marie Pouget
 (décembre 2024).
Pierre-Marie Pouget, né à Orsières le 12 février 1941, est un enseignant, écrivain et philosophe vaudois.

## Biographie
Pierre-Marie Pouget étudia aux universités de Fribourg, de Neuchâtel et de Paris VII. Licencié en théologie, licencié ès lettres et docteur en philosophie, il fut maître de gymnase pendant trente-cinq ans, au collège de Saint-Maurice, au collège de Rolle puis au gymnase de Nyon. Il mena parallèlement une activité de chercheur indépendant, qu’il poursuit toujours au sein du Conseil scientifique et philosophique (CSPh) de l’Association Ferdinand Gonseth (AFG). Depuis 2005, il préside le CSPh et l’AFG. En collaboration avec des professeurs d’université, il organise des séminaires et des colloques sur des questions fondamentales de méthodologie des sciences et de la connaissance en général.
Pierre-Marie Pouget a écrit de nombreux articles pour le bulletin de l’AFG et pour des revues académiques. On lui doit également trente livres à ce jour. Des essais, des récits, des romans, deux recueils de nouvelles, deux recueils de poèmes et un journal constituent l’œuvre de cet écrivain, qui est avant tout un philosophe. De la sorte, certaines fictions, telles que Les braises du souvenir, L’ascension intérieure ou Le poète et son ami, racontent une histoire dont l’intrigue pose une question philosophique, qui se dénoue à travers le dialogue et les réactions des personnages, pour aboutir à une plus grande lucidité et à une plus profonde humilité envers notre précaire condition, toujours en chemin. Quant à ses poèmes en vers libres, ils lui permettent de condenser les pensées fondatrices, perçues par le cœur. Ils font ressortir l’amour de la vie. En affinité avec cette poésie, des récits racontent le pays natal, comme un foyer de sensations et d’émotions éprouvées dans l’enfance et l’adolescence, qui refont surface de longues années plus tard. Dans cette veine, citons La Chronique des bergers de Raveire, Petit-Bugle au clair de lune, Petit-Jean, le braconnier, Marie-Louise ou l’accord avec la nature, L’extase d’Anatole.
L’intérêt philosophique majeur de Pierre-Marie Pouget porte sur la valeur du savoir et le savoir des valeurs. Parmi ces ouvrages de philosophie les plus récents, on trouve Gonseth, une manière suisse de philosopher, L’individualisme, source de danger et d’espoir, Migrants, incarner les valeurs humaines, Remise en question des croyances monothéistes - Croire autrement, Journal d’un philosophe 2020-2022, La source de l'essentiel avec Emmanuel Kant et Thomas d'Aquin, un dialogue inédit.

## Sources
- « Pierre-Marie Pouget », sur la base de données des personnalités vaudoises sur la plateforme « Patrinum » de la Bibliothèque cantonale et universitaire de Lausanne.
- « Pierre-Marie Pouget », sur Autrices et Auteurs de Suisse (consulté le 23 avril 2025)
- « Pierre-Marie Pouget », sur Viceversa Littérature (consulté le 23 avril 2025)